# Achilidae
Famille
Les Achilidae sont une famille d'insectes de l'ordre  des hémiptères.

## Liste des genres
Selon GBIF (25 janvier 2024) :
- Abas Fennah, 1950
- Achilla Haglund, 1899
- Achilus Kirby, 1819
- † Acixiites Hamilton, 1990
- Acocarinus Emeljanov, 1991
- Acus Catesby, 1771
- Afrachilus Fennah, 1965
- Agandecca White, 1879
- Akotropis Matsumura, 1914
- Alticeps
- Amblycratus Uhler, 1895
- † Amphignokachinia Brysz & Szwedo, 2023
- Amphignoma Emeljanov, 1991
- Anabunda Emeljanov, 2005
- Aneipo Kirkaldy, 1906
- † Angustachilus Lefebvre, Bourgoin & Nel, 2007
- Apateson Fowler, 1900
- Aphypia Melichar, 1908
- Argeleusa Kirkaldy, 1906
- Aristyllis Kirkaldy, 1906
- Ballomarius Jacobi, 1941
- Bathycephala Fennah, 1950
- Benella Kirkaldy, 1906
- Betatropis Matsumura, 1914
- Booneta Distant, 1907
- Brachypyrrhyllis Fennah, 1967
- Bunduica Jacobi, 1909
- Caffropyrrhyllis Fennah, 1950
- Calerda Signoret, 1864
- Callichlamys Kirkaldy, 1907
- Callinesia Kirkaldy, 1907
- Caristianus Distant, 1916
- Catonia Uhler, 1895
- Catonidia Uhler, 1896
- Catonoides Metcalf, 1938
- Cenophron Fennah, 1969
- Cernea Williams, 1977
- Chiotasa Melichar, 1915
- Chroneba Stål, 1859
- Cionoderella Fennah, 1950
- Cionoderus Uhler, 1895
- Cixidia Fieber, 1866
- Clidonisma Fennah, 1969
- Clusivius Distant, 1917
- Cnidus Stål, 1866
- Cocottea Williams, 1977
- Cythna Kirkaldy, 1906
- Deferunda Distant, 1912
- Derefunda
- Dipsiathus Emeljanov, 2005
- Elidiptera Spinola, 1839
- Elydiptera Spinola, 1839
- Emeljanocarinus Bourgoin & Soulier-Perkins, 2006
- Epiona Emeljanov, 2005
- Epirama Melichar, 1903
- Epiusana Fennah, 1950
- Epiusanella Synave, 1959
- Epuisana
- Errada Walker, 1868
- Errotasa Emeljanov, 2005
- Eudeferunda Chen, Yang & Wilson, 1989
- Euderefunda
- Eurynomella Fennah, 1967
- Eurynomeus Kirkaldy, 1906
- Faventilla Metcalf, 1948
- Flatachilus Fennah, 1950
- Francesca Kirkaldy, 1906
- Ganachilla
- † Gedanochila Brysz & Szwedo, 2022
- Gigasanalis Long & Chen, 2022
- Gongistes Fennah, 1969
- Gordiacea Metcalf, 1948
- Haicixidia
- Haitiana Carvalho, 1952
- Haitiana Dozier, 1936
- Hamba Distant, 1907
- Hebrotasa Melichar, 1915
- Hemiplectoderes Fennah, 1950
- † Hooleya Cockerell, 1922
- Horcomotes Fennah, 1969
- Ilva Stål, 1866
- Indorupex Fennah, 1965
- Isodaemon Fennah, 1969
- Juniperthia O'Brien, 1985
- Kardopocephalus Metcalf, 1938
- Katbergella Fennah, 1950
- Kawanda Fennah, 1950
- Kawandella Synave, 1959
- Kempiana Muir, 1922
- Koloptera Metcalf, 1938
- Kosalya Distant, 1906
- Kurandella Evans, 1966
- Kurandella Fennah, 1950
- Lanuvia Stål, 1866
- Leptarciella Fennah, 1958
- Mabira Fennah, 1950
- Magadha Distant, 1906
- Magadhaideus Long & Chen, 2017
- Mahuna Distant, 1907
- Martorella Caldwell, 1951
- Maurisca Emeljanov, 2005
- Messeis Stål, 1860
- Messoides Metcalf, 1938
- Metalticeps Dmitriev, 2020
- Metaphradmon Fennah, 1950
- Mlanjella Fennah, 1950
- Momar Fennah, 1950
- Moraballia Fennah, 1950
- Mycarinus Emeljanov, 1991
- Mycarus Emeljanov, 1991
- Myconellus Fennah, 1950
- Myconus Stål, 1860
- Myrophenges Fennah, 1965
- † Nablusitypus Kaddumi, 2005
- Necho Jacobi, 1910
- Nelidia Stål, 1860
- Neoacus Dmitriev, 2020
- Neomenocria Fennah, 1950
- Nephelesia Fennah, 1965
- Nephelia Kirkaldy, 1907
- † Niryasaburnia Szwedo, 2004
- Nyonga Synave, 1959
- Okatropis Matsumura, 1914
- Olmiana Guglielmino, Bückle & Emeljanov, 2010
- Opsiplanon Fennah, 1945
- Ouwea Distant, 1907
- Parabunda Emeljanov, 2005
- Paracatonia Fennah, 1950
- Paracatonidia Long, Yang & Chen, 2015
- Paraclusivius Fennah, 1950
- Paragandecca Fennah, 1950
- Parakosalya Distant, 1917
- Paraphradmon Fennah, 1950
- Paraphypia Synave, 1960
- Parargeleusa Fennah, 1950
- Parasabecoides Synave, 1965
- Paratangia Melichar, 1903
- † Paratesum Emeljanov & Shcherbakov, 2009
- Parelidiptera Fennah, 1950
- Phenelia Kirkaldy, 1906
- Phradmonicus Emeljanov, 1991
- Phypia Stål, 1860
- Planusfrons Chun Liang Chen, Chung Tu Yang & Wilson, 1989
- Plectoderella Fennah, 1950
- Plectoderes Spinola, 1839
- Plectoderoides Matsumura, 1914
- Plectoringa Fennah, 1950
- Prinoessa Fennah, 1950
- Prosagandecca Fennah, 1950
- † Protepiptera Usinger, 1939
- † Protomenocria Emeljanov & Shcherbakov, 2009
- Pseudhelicoptera Fowler, 1904
- † Psycheona Emeljanov & Shcherbakov, 2009
- Pyren Fennah, 1950
- Pyrrhyllis Kirkaldy, 1906
- Quadrana Caldwell, 1951
- Remosachilus Fennah, 1950
- Rhinochloris Emeljanov, 2005
- Rhinocolura Fennah, 1950
- Rhotala Walker, 1857
- Rhotaloides Fennah, 1965
- Rhotella Metcalf, 1938
- Ridesa Schumacher, 1915
- Rupex Fennah, 1950
- Sabecoides Fennah, 1958
- Salemina Kirkaldy, 1906
- Semibetatropis Chun Liang Chen, Chung Tu Yang & Wilson, 1989
- Sevia Stål, 1866
- Spendon Jacobi, 1928
- Spino Fennah, 1950
- Symplegadella Fennah, 1950
- Synecdoche O'Brien, 1971
- Tabiana Jacobi, 1928
- Taloka Distant, 1907
- Tangina Melichar, 1903
- Taractellus Metcalf, 1948
- Thectoceps Williams, 1977
- Tropiphlepsia Muir, 1924
- Tudea Distant, 1907
- Uniptera Ball, 1933
- Usana Distant, 1906
- † Waghilde Szwedo, 2006
- Williamsus Özdikmen & Demir, 2007
- Winawa Haupt, 1926
- Xerbus O'Brien, 1971
- Zathauma Fennah, 1949

## Classification
Le nom valide de ce taxon est Achilidae Stål, 1866.